# ツールチェーン
ソフトウェア分野におけるツールチェーン（英: toolchain）は、製品（典型的には他のコンピュータ用のプログラム、またはシステムプログラム）を製作するのに使われるプログラム（ツール）の集合体である。一つのツールの出力が他のツールの入力となり、連鎖的に使われることからツールチェーンと呼ばれる。
コンパイル言語におけるソースコードからバイナリを生成するツールチェーンでは、エディタ（含めないとする場合もある）、コンパイラ、アセンブラ、リンカ、ライブラリ（オペレーティング・システムへのインタフェースを提供する）、デバッガ（作成したプログラムのテストとデバッグに使用する）などで構成され、クロスコンパイルツールチェーンも利用できる。複雑な製品、例えばゲームなどでは、効果音、音楽、テクスチャ、3Dモデル、アニメーションなどを作成するためのツールも必要とされる。